# 3727 Maxhell
3727 Maxhell è un asteroide della fascia principale. Scoperto nel 1981, presenta un'orbita caratterizzata da un semiasse maggiore pari a 3,3182198 au e da un'eccentricità di 0,1508311, inclinata di 5,37910° rispetto all'eclittica.
L'asteroide è dedicato all'astronomo ungherese Maximilian Hell.